# オイゲン・フォン・ヴュルテンベルク (1788-1857)
オイゲン・フリードリヒ・カール・パウル・ルートヴィヒ・フォン・ヴュルテンベルク（Eugen Friedrich Karl Paul Ludwig von Württemberg, 1788年1月8日 - 1857年9月16日）は、ヴュルテンベルクの王族でロシア帝国の将軍。ヴュルテンベルク王フリードリヒ1世の甥。

## 生涯
オイゲンはプロイセンの将軍だった同名の父ヴュルテンベルク公オイゲンと、母のシュトルベルク＝ゲーデルン侯女ルイーゼの間に長男としてエールス（現在のポーランド領オレシニツァ）で生まれた。父の妹はロシア皇帝パーヴェル1世の皇后マリア・フョードロヴナだったため、オイゲンは叔母のつてで幼い頃からロシア宮廷で育つことになった。皇后の甥であるオイゲンのスピード出世はすでにサンクトペテルブルク士官学校在学中から始まっていたが、1802年に皇帝パーヴェル1世が暗殺されたためしばらく昇進は止まった。
オイゲンはシュレージエンの実家で、プロイセンの将軍ルートヴィヒ・フォン・ヴォルツォーゲン男爵より高度な軍人教育を受けた。オイゲンはロシア軍に再出仕して1805年には少将にまで昇進していた。オイゲンは1806年から1807年にかけ、東プロイセンでのフランス帝国軍との戦闘に従事し、1810年にはトルコ遠征軍に加わった。
1812年に始まるロシア戦役、そして解放戦争を指揮した軍司令官の一人として、オイゲンは歴史的な役割を担うことになった。オイゲンはスモレンスクの戦場で中将に任官した。彼はミハイル・バルクライ・ド・トーリが最高司令官を務めるロシア西部軍の師団長であった。オイゲンはボロジノの戦いの後で退却する大陸軍にタルチノ、クラスノイ、カリシュで奇襲をかけて武名を揚げた。ヴァルティナ・グラの戦いおよびクルムの戦いでは、オイゲンとその麾下の軍隊はフランス軍の猛攻を前に絶望的な状況下で防衛戦を乗り切った。1813年5月20日から21日にかけて続いたバウツェンの戦いの直後、オイゲンは翌22日のライヒェンバッハ・マルケルスドルフの戦いで大陸軍を追撃することに成功した。
1813年10月16日に始まったライプツィヒの戦いでは、オイゲンは最激戦区となったマルククレーベルクのヴァッハウ地区に攻撃をしかけた。ヴァッハウへと切り込んだことにより、オイゲンの師団はフリードリヒ・フォン・クライスト将軍率いるプロイセン第2軍団と同様に夥しい戦死者を出した。しかしこの日はナポレオン軍がライプツィヒ南部に陣取る同盟軍の弱体な戦列を突破すべく軍全体をそちらに投入したため、ヴァッハウにいた同盟軍は危機を逃れた。ライプツィヒの街には、オイゲンの活躍を称えて彼の名前を冠した「オイゲン公子通り（Prinz-Eugen-Straße）」がある。
1814年のフランス進駐以後、オイゲンは様々な戦いに参加した。1828年のトルコとの戦いではロシア軍第7軍団を指揮している。オイゲンは1829年に退役し、1822年に父の死に伴って相続したシュレージエンの所領カールスルーエ（現在のポーランド領ポクイ）で、余生の大半を過ごした。彼は父と同様に1820年からヴュルテンベルク王国貴族院議員となったが、自ら議場には赴かず、もっぱら代理人を立てた。

## 子女
オイゲンは1817年、ヴァルデック＝ピルモント侯ゲオルク1世の娘マティルデ（1801年 - 1825年）と結婚した。夫妻は3人の子女をもうけたが、マティルデは1825年に亡くなった。
- マリー（英語版）（1818年 - 1888年） - 1845年、ヘッセン＝フィリップスタール方伯カール2世（英語版）と結婚
- オイゲン（1820年 - 1875年） - 1843年、シャウムブルク＝リッペ侯女マティルデと結婚
- ヴィルヘルム（1825年）

1825年、オイゲンはホーエンローエ＝ランゲンブルク侯カール・ルートヴィヒの娘ヘレーネ（1807年 - 1880年）と再婚し、4人の子女をもうけた。
- ヴィルヘルム（1828年 - 1896年）
- アレクサンドリーネ・マティルデ（1829年 - 1913年）
- ニコラウス（1833年 - 1903年） - 1869年、ヴュルテンベルク公女ヴィルヘルミーネ[注釈 1]と結婚
- アグネス（1835年 - 1886年） - 1858年、弟系ロイス侯ハインリヒ14世と結婚

## 著作
- Eugen von Württemberg: Memoiren des Herzogs Eugen von Württemberg. Frankfurt a. O.: Gustav Harnecker & Co, 1862, 3 Bände – Online Band 1, Band 2, Band 3
- Eugen von Württemberg: Die Feldzüge von 1806 und 1807 in Polen und Preußen : Von einem Augenzeugen im kaiserlich-russischen Heere. Österreichische Militärische Zeitschrift, 1842, 7. u. 8. Heft, S. 3–28, 115–140
- Eugen von Württemberg: Erinnerungen aus dem Feldzuge des Jahres 1812 in Russland, Breslau : Grass, Barth & Co., 1846